# Harald Schumann

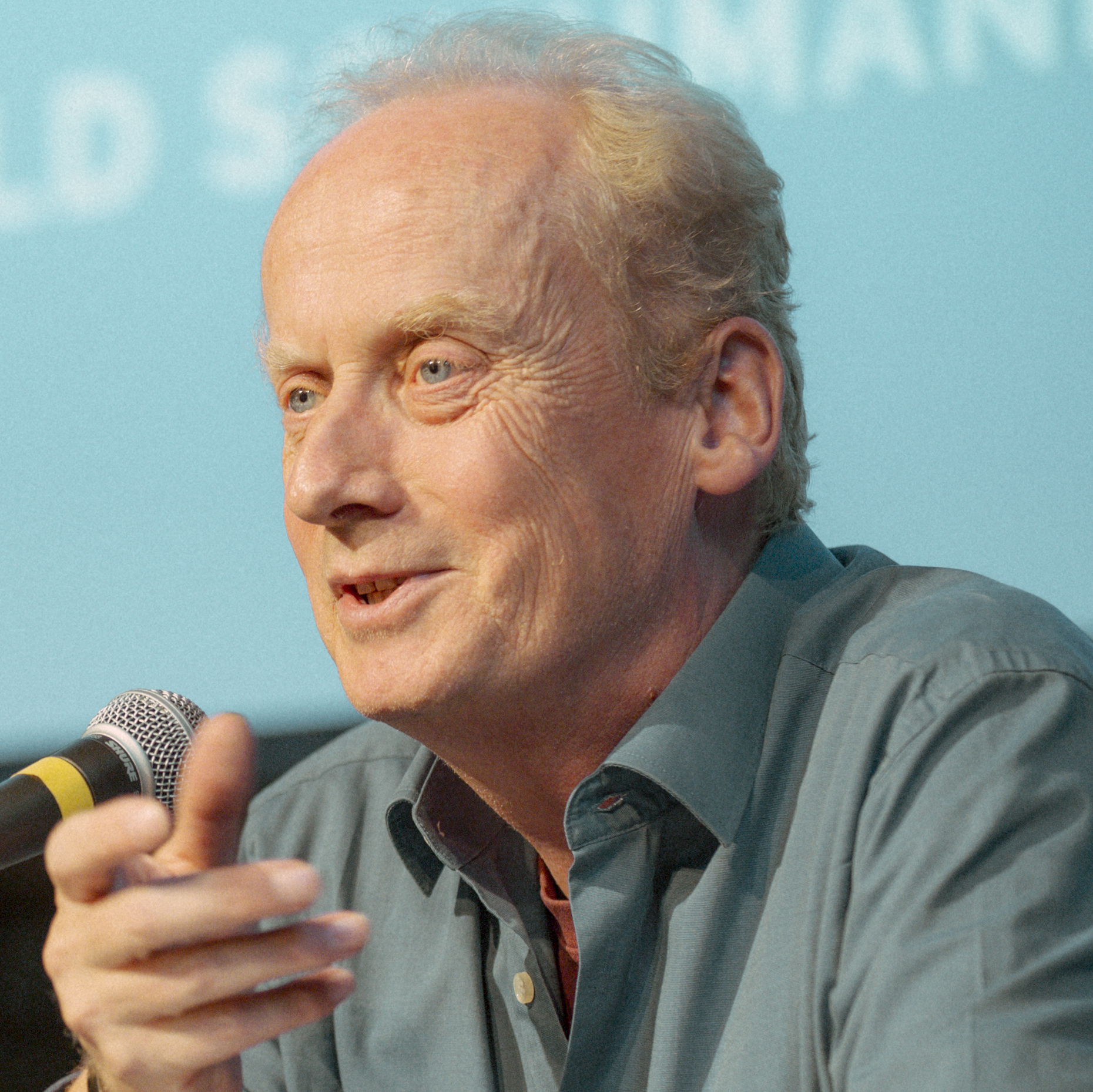
Harald Schumann, 2018

Harald Schumann (* 1957 in Kassel) ist ein deutscher Autor und investigativer Journalist. Er ist seit 2004 Redakteur beim Tagesspiegel sowie seit 2016 Reporter für das Journalistenteam Investigate Europe. Schumann veröffentlichte zudem mehrere Sachbücher sowie mehrere Dokumentarfilme.

## Leben und Wirken
Schumann studierte in Marburg und Berlin zunächst Sozialwissenschaften und später Landschaftsplanung und schloss als Diplom-Ingenieur ab. Von 1984 bis 1986 war er Redakteur bei der Berliner tageszeitung; von 1986 bis 2004 schrieb er für den Spiegel jeweils jahrelang als Ressortleiter Politik bei Spiegel Online, als Wissenschaftsredakteur und als Hauptstadtkorrespondent.
Bekannt wurde Schumann Ende der 1990er Jahre mit dem von ihm und Hans-Peter Martin verfassten Bestseller Die Globalisierungsfalle, der in 24 Sprachen erschienen ist.
Im Frühjahr 2004 verließ Schumann den Spiegel aus Protest gegen den Führungsstil des damaligen Chefredakteurs Stefan Aust. Dabei ging es um eine bereits abgelieferte Titelgeschichte über die Steuerung der Energiepolitik durch die Stromkonzerne und die Bedeutung der Windenergie, die er zusammen mit Gerd Rosenkranz verfasst hatte. Aust lehnte die Geschichte ab und ließ von Kollegen Schumanns einen anderen Artikel mit einem anderen Tenor schreiben. Schumann wechselte daraufhin zum Tagesspiegel. Beim Tagesspiegel beschäftigt er sich „mit den Fragen der wirtschaftlichen Macht und der Finanzindustrie“.
Im Jahr 2016 gründete Schumann mit Journalisten aus acht europäischen Ländern das Journalistenteam Investigate Europe, das gemeinsam europaweit relevante Themen recherchiert und die Ergebnisse parallel in vielen europäischen Medien veröffentlicht. Für seine Recherchen mit Investigate Europe über die verborgene Macht des Finanzkonzerns BlackRock in Europa wurde Schumann 2019 mit dem Hans-Matthöfer-Preis für Wirtschaftspublizistik ausgezeichnet. Das Rechercheteam von Investigate Europe besteht aktuell aus einem Team von Reporterinnen und Reportern aus zehn europäischen Ländern.
Schumann lebt in Berlin.

## Dokumentarfilme

### Staatsgeheimnis Bankenrettung (2013)
Im Jahr 2013 veröffentlichte Schumann die Ergebnisse einer „Recherchereise“, in der er die Profiteure der Bankenrettung herausfinden wollte und die Geheimhaltung von Zentralbanken und Politikern kritisierte. Die Reise war Gegenstand der knapp einstündigen Fernsehdokumentation Staatsgeheimnis Bankenrettung, die er zusammen mit seinem Mitautor und Regisseur Arpad Bondy als RBB/Arte-Koproduktion realisierte. Die Autoren fanden verblüffende Antworten auf die Frage, wohin die Milliarden der staatlichen Hilfsprogramme in der Eurokrise wirklich geflossen sind.

### Macht ohne Kontrolle – Die Troika (2015)
Sein für ARD und Arte gedrehter Dokumentarfilm Macht ohne Kontrolle – Die Troika mit Árpád Bondy handelt vom Euro-Krisenprogramm. Unter anderem behandelt er die Folgen der Kürzungspolitik in Griechenland.

### Das Microsoft-Dilemma (2018)
Der Film wurde vom RBB gemeinsam mit Journalisten von Investigate Europe und der Redaktion der Computerzeitschrift c’t für das Gemeinschaftsprogramm der ARD produziert. Die Erstausstrahlung erfolgte am 19. Februar 2018. Die Dokumentation beruht auf Recherchen, deren Veröffentlichung Schumann schon etwa ein Jahr zuvor in einem Beitrag im Tagesspiegel begonnen hatte. Der Film untersucht das faktische Monopol von Produkten der Firma Microsoft im öffentlichen Sektor in Europa und legt dabei einen Schwerpunkt auf Probleme des Vergaberechts, der Datensicherheit und des Datenschutzes. Die Alternative dazu wird im Einsatz Freier und Open-Source-Software gesehen.

## Mitgliedschaften und Funktionen
Seit 2005 gehört er zur Jury des Otto-Brenner-Preises für kritischen Journalismus der IG Metall.

## Auszeichnungen
- 1997 Bruno-Kreisky-Preis für „Das politische Buch“[19]
- 2004 Medienpreis Entwicklungspolitik[19]
- 2006 Journalistenpreis „Unendlich viel Energie“[19]
- 2007 Förderpreis Umweltjournalismus der Gregor Louisoder Umweltstiftung[19]
- 2009 Preis Das politische Buch von der Friedrich-Ebert-Stiftung für das mit Christiane Grefe veröffentlichte Buch Der globale Countdown.
- 2010 Erster Platz beim Journalistenpreis „Der lange Atem“.[20]
- 2012 Ernst-Schneider-Preis in der Kategorie Wirtschaft in den regionalen Printmedien für den Artikel „Mit Dummheit Geld machen“.[21]
- 2013 Deutscher Fernsehpreis in der Kategorie Beste Reportage für die Fernsehdokumentation Staatsgeheimnis Bankenrettung.[22]
- 2014 UmweltMedienpreis der Deutschen Umwelthilfe in der Kategorie Printmedien.[23]
- 2017 Keynes-Preis für Wirtschaftspublizistik der Keynes-Gesellschaft für Beiträge im Tagesspiegel und für Investigate Europe[24]
- 2019 Hans-Matthöfer-Preis für Wirtschaftspublizistik für den Report Blackrock: Ein Geldkonzern auf dem Weg zur globalen Vorherrschaft[25]
- 2019 Kant-Weltbürger-Preis[26]

## Schriften (Auswahl)
- Futtermittel und Welthunger. Agrargroßmacht Europa – Mastkuh der Dritten Welt. Rowohlt, Reinbek 1986, ISBN 3-499-15742-X.
- mit Hans-Peter Martin: Die Globalisierungsfalle. Der Angriff auf Demokratie und Wohlstand. Rowohlt, Reinbek 1996, ISBN 3-498-04381-1; Taschenbuchausgabe ebd. 1998, ISBN 3-499-60450-7.
- mit Christiane Grefe & Mathias Greffrath: attac. Was wollen die Globalisierungskritiker? Rowohlt Berlin, Berlin 2002, ISBN 3-87134-451-6; Rowohlt-Taschenbuch-Verlag, Reinbek 2003, ISBN 3-499-61636-X.
- mit Christiane Grefe: Der globale Countdown. Gerechtigkeit oder Selbstzerstörung – die Zukunft der Globalisierung. Kiepenheuer & Witsch, Köln 2008, ISBN 978-3-462-03979-5; Taschenbuchausgabe ebd. 2009, ISBN 978-3-462-04125-5.
  - Reinhard Jellen: „Nicht die Globalisierung ist schuld, sondern deren falsche politische Gestaltung.“ In: Telepolis, 29. April 2008, Interview.
  - Die Welt als Kartenhaus, Alexander Kluge im Gespräch mit Schumann, 10 vor 11, 5. Januar 2009 (10:52 min; Teil 2, 10:04 min; Teil 3, 3:06 min)
  - „Wirtschaftliche Macht und Demokratie“, Rede von Harald Schumann auf dem grünen Demokratiekongress, 13. März 2011
- Die Hungermacher – Wie Deutsche Bank, Goldman Sachs & Co. auf Kosten der Ärmsten mit Lebensmitteln spekulieren. In: foodwatch Report, Berlin, Oktober 2011, (PDF; 2,4 MB).
- Gesetzgebung in der Blackbox: Wie demokratisch ist die EU? In: Blätter für deutsche und internationale Politik 2019/5, S. 41 – 51.

## Filme
- Staatsgeheimnis Bankenrettung. Dokumentarfilm, Deutschland, 2011, 52:10 Min., Buch und Regie: Harald Schumann und Árpád Bondy, Regie: Árpád Bondy, Produktion: arpad bondy filmproduktion, rbb, arte, Erstsendung: 26. Februar 2013 bei arte

- Macht ohne Kontrolle – Die Troika. Dokumentarfilm, Deutschland, 2015, 90 Min., Buch: Harald Schumann und Árpád Bondy, Regie: Árpád Bondy, Produktion: arpad bondy filmproduktion, rbb, arte, Erstsendung: 24. Februar 2015 bei arte

- Das Microsoft-Dilemma – Europa als Software-Kolonie Dokumentarfilm, Deutschland, 2018, 44 Min., Buch: Harald Schumann, Regie: Árpád Bondy, Produktion: arpad bondy filmproduktion, rbb, WDR, Erstsendung: 19. Februar 2018 bei ARD